# 农神龙科
农神龙科（学名：Saturnaliidae）是原始蜥脚形亚目恐龙的一个科，成员分布于巴西、阿根廷可能还有津巴布韦。其学名与原生动物放射虫目的一个科重复。

## 分类
2010年，马丁·艾兹库拉为包含农神龙和颜地龙——有几项研究发现两者是近亲——的演化支定义了农神龙亚科（Saturnaliinae）。尽管有时被视为瓜巴龙科内的一个演化支， 但近来所有研究均发现农神龙亚科在蜥脚形亚目演化树基部形成一个独立谱系。无父龙曾被认为疑似属于农神龙亚科，直到2017年被发现是西里龙科成员。朗格和同事（2019年）发现平原驰龙和滥食龙是农神龙和颜地龙的近亲，并将农神龙亚科升为农神龙科（Saturnaliidae）。在那篇特别的论文中，他们发现瓜巴龙是种原始兽脚类。
此外，始盗龙、布氏盗龙、悍龙，尤其是小鶆䴈龙也可能是该演化支的成员，这一点可从它们在近期许多系统发育分析中的位置及朗格等人给出的新定义即“包含农神龙但不含板龙的最大蜥脚形亚目演化支”中看出。其中几项研究认为瓜巴龙是农神龙的远亲，还有一些认为瓜巴龙是种更原始的蜥脚形亚目或蜥臀目，更有甚者认为其与某些更衍生的分类单元如长颈龙和黑水龙有亲缘关系，而这些将不再支持农神龙属于瓜巴龙科。